# Orgyia antiqua
Orgyia antiqua noćni je leptir iz porodice Erebidae. Iako izuzetno specifičnih karakteristika, potporodica kojoj pripada, Limantrinae, izgubila je status porodice nakon taksonomskih revizija i pripala heterogenoj porodici Erebidae. Pripadajući tribus nosi naziv po ovom rodu (Orgyiini).

## Distribucija i stanište
Nativna je evropska vrsta, ali je postala prisutna i u umerenim područjima Severne Amerike i delovima Azije i Afrike, gde su beleženi slučajevi invazija. U Evropi pokazuje blag pad u brojnosti, što se pripisuje smanjenjem broja pogodnih staništa. U Srbiji nije ugrožen, i sreće se u šumskim i mešovitim staništima, ali u u urbanim staništima gde su prisutne drvenste biljke hraniteljke (parkovi, zelene površine, bašte...).

## Biljke hraniteljke
Orgyia antiqua je izrazito polifagna vrsta i eksterni folivor. U Aziji su to najčešće zimzelene, a u Evropi listopadne biljne vrste. Nalazi se beleže na žbunastim vrstama, i drvenastim poput roda Prunus, različitim hrastovima (rod Quercus) i vrbama (rod Salix). U odgajanju, gusenice prihvataju i lišće topole, breze i srodnih vrsta.

## Životni ciklus
U zavisnosti od geografskog područja, Orgyia antiqua ima jednu do tri generacije godišnje. U najevećem broju slučajeva, druga i treća generacija su parcijalne. Adult je prisutan od juna do oktobra. Gusenice je, u zavisnosti od nadmorske visine, moguće sresti od maja do avgusta. 

### Jaja
Jaja su sferičnog oblika, beličaste do krem boje sa smeđim vrhom. Grupisana su nepravilno. Prezimljavaju u hibernaciji, zaštićena ostacima iritativnih seta ženke, i najčešće su položena na ostatak njenog kokona za ulutkavanje.

### Gusenica
Tipično za tribus, gusenice odlikuju neobične, busenaste skupine seta smeštene na dorzumu. U slučaju ove vrste, kao i čitavog roda, ima četiri busena koja variraju u obojenju, od geografskog područja, tipa ishrane, larvenog stupnja i drugo. Gusenice mužjaci su duplo manje od gusenica ženki. Obojenje integumenta je takođe varijabilno, ali uvek jarko, i dominiraju plava i crvena boja. Kaudalno i u predelu glave, istaknute su crne sete sakupljenje u repiće. Dorzalno su prisutne i sitne žlezde čija je toksična aktivnost usmerena na premazivanje seta, koje brane gusenicu od predatora i učestvuju u kasnijoj zaštiti položenih jaja. Uznemirene gusenice zauzimaju karakteristični odbrambeni položaj sklupčavanjem. Pri dodiru gusenice, osetljive osobe mogu iskusiti blaže simptome kontaktnog dermatitisa. Gusenice se presvlače četiri ili pet puta, u zavisnosti od trenutnih vremenskih uslova. U odgajanju, ovo može varirati. 

### Adult
Odrasla jedinka eklodira iz prethodno ispletenog svilenog kokona, koji je ili u šupljinama kore drveta, ili pričvršćen za vegetaciju. Adulti se ne hrane.

#### Ženka
Ženke su beskrilne. Krupnog tela i paukolikog izgleda, svoj životni vek provode u potrazi za partnerom za parenje. S obzirom na nemogućnost kretanja od mesta eklozije, oslanjaju se na snažne feromonske signale koje privlače mužjake u radijusu od dva kilometra. Upravo zbog ovog snažnog delovanja potekao je njihov narodni naziv na engleskom govornom području (vapourer). Obojenje je sivo. Evolucija je opstanak vrste omogućila kroz još jednu karakteristiku: ženke su u mogućnosti da se pare sa većim brojem mužjaka. Po završenom parenju, na ostatak svog kokonja polažu veliki broj jaja, štite ih preostalim setama i ugibaju.a

#### Mužjak
Mužjak je krupan, smeđe obojen i markiran dvema belim tačkama. Dnevni je letač i za let preferira sunčane dane. Let je isprekidan, sa naglim promenama pravca, naizgled dezorijentisan, i dostiže veće visine. Ovakav neobični obrazac leta pripisuje se lakšem opažanju feromonskih signala koje odašilju ženke.

## Galerija
- Parenje krilatog mužjaka i beskrilne ženke